# 九江路 (上海)

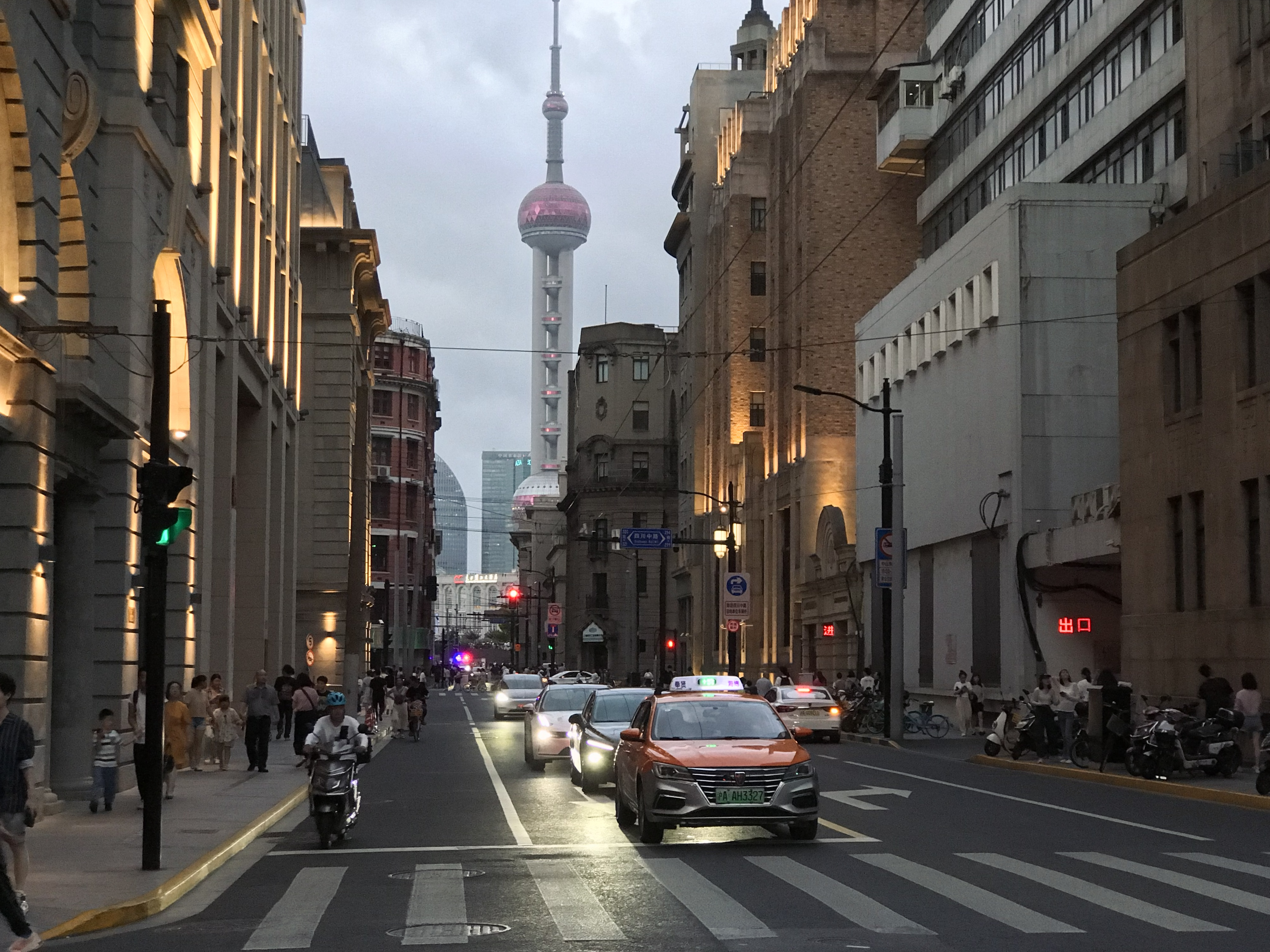
九江路与江西中路交叉处东侧

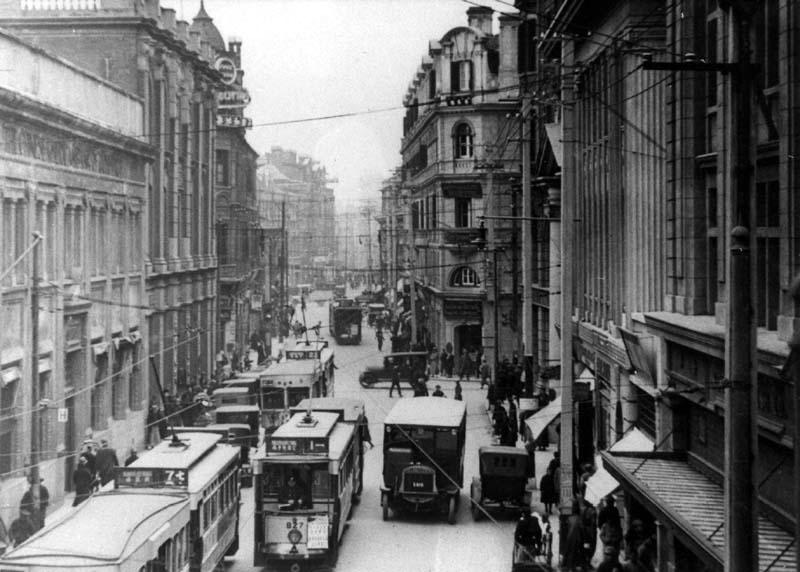
1920年代的九江路

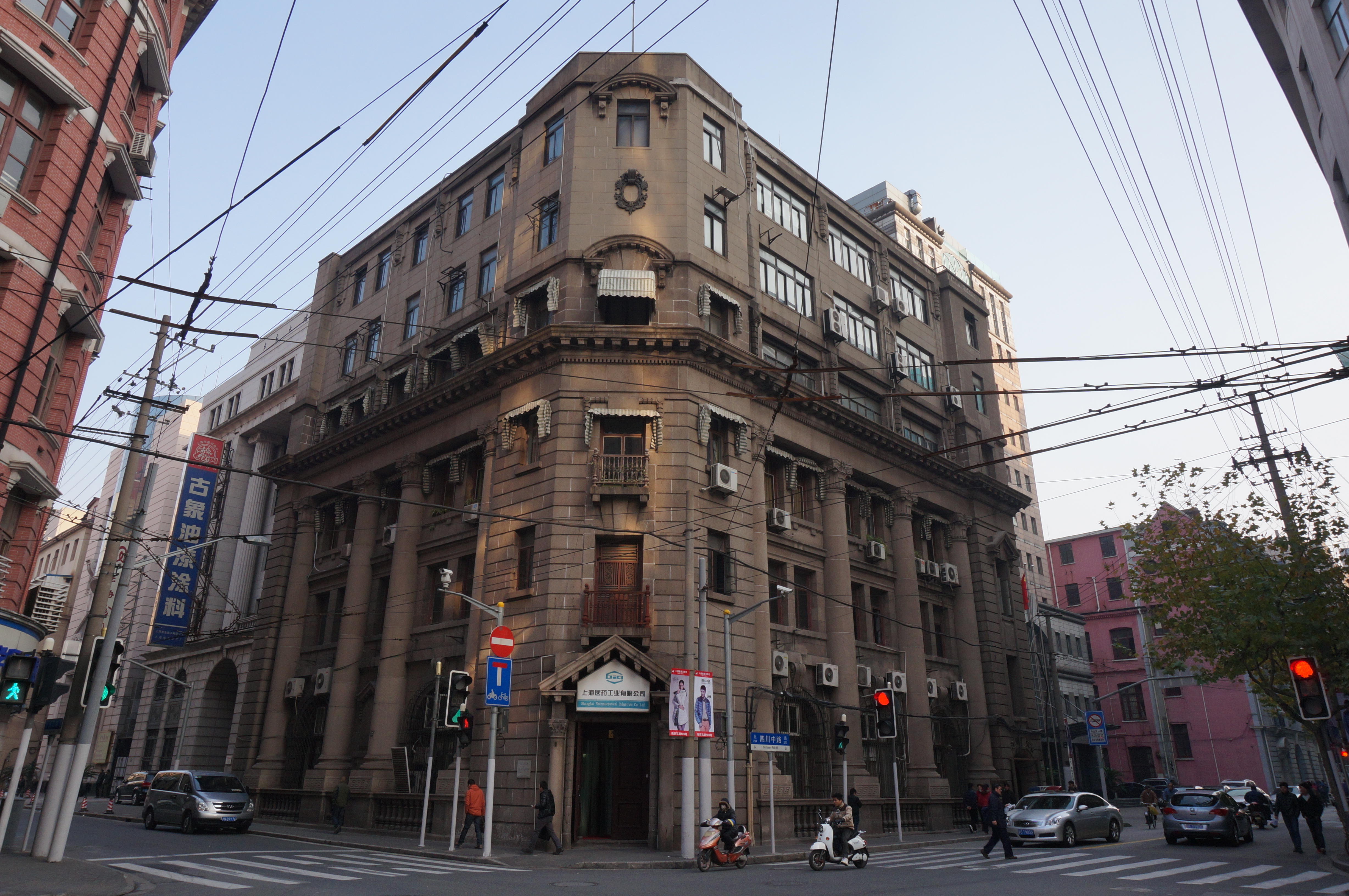
江川大楼（德华银行）

九江路位于上海市黄浦区，俗称二马路。由于靠近黄浦江纤道，最初名为纤道路。东起外滩，西至南京西路黃河路口。长1553米。
九江路辟筑于19世纪50年代，路宽25英尺。60年代初筑至今湖北路，称为杭州路，后再延伸到西藏中路，长1490米。1865年，马路命名为九江路。1999年，该路再向西延伸325米，至南京西路。

## 特色
九江路东段是租界时代外资银行和洋行集中地，被称为“中国的华尔街”，其中19世纪在此开设的有1号阿加刺银行和隔壁的有利银行。到20世纪上半叶，美资花旗银行、大通银行，日资三井银行、三菱银行、住友银行，荷资安达银行，德资德华银行均开设在九江路东段。华资的华侨银行和聚兴诚银行也设于此处。
九江路西段今多个体户时装店。 

## 沿路近代建筑
- 36号  日商三菱银行
- 50号  日商三井银行／建设银行分行
- 80号，四川路320号  安利大楼
- 89号  德华银行
- 111号  大陆大楼
- 219号（江西路口）上海圣三一堂／中国基督教两会
- 334号，南京路353号  大陆商场、慈淑大楼

## 交汇道路（由东到西）
- 中山东一路
- 四川中路
- 江西中路
- 河南中路
- 山东中路
- 山西南路
- 石潭弄
- 福建中路
- 湖北路
- 浙江中路
- 金华路
- 广西北路
- 云南中路
- 西藏中路
- 南京西路